# Axicon
 (octobre 2023).
Si vous disposez d'ouvrages ou d'articles de référence ou si vous connaissez des sites web de qualité traitant du thème abordé ici, merci de compléter l'article en donnant les références utiles à sa vérifiabilité et en les liant à la section « Notes et références ».
Les axicons sont une famille de systèmes optiques à symétrie cylindrique qui produisent une ligne de focalisation plutôt qu'un seul point de focalisation. L'axicon le plus connu est la lentille conique.

## Applications
- Alignement de télescope
- Écriture au laser
- Microscopie
- Création d'un faisceau de Bessel